# جزيرة لانجانغ الكبرى
جزيرة لانجانغ الكبرى وهي جزيرة من جزر إندونيسيا، وتقع في إقليم جاكارتا، في بولاو سيريبو ضمن جنوب الجزر الألف.